# Rio Abobral
O rio Abobral é um rio brasileiro que banha o estado de Mato Grosso do Sul. É um afluente da margem esquerda do rio Paraguai.